# 叶良财
叶良财（Steve Yap，1972年2月24日—），马来西亚模特儿，演员。1999年因参加亚洲电视举办的香港男士夺得亚军而出道。之后签约亚视，代表作包括《我和僵尸有个约会2》、《纵横天下》。2001年，叶良财退出演艺圈，回到马来西亚经商。2008年重回荧光幕，参演大马年度重头剧《情牵南苑》出位，其壮硕身型与型男形象深入民心。之后作品不断，进而跃升为马来西亚数一数二的电视阿哥。除了电视剧，也参演过《夏日乐悠悠》、《金童玉女》、《哥妹俩之惊历48小时》等电影。2013年签约松江传媒文化集团成为旗下艺人。

## 作品
- 2024 家族榮耀之繼承者（TVB播出）
- 2020 女法醫JD（2023年TVB播出）
- 2018 Paskal （客串）
- 2018 一家亲亲过好年
- 2018 星剧本
- 2018 天之驕子（客串）
- 2017 海墘新路
- 2017 法網天后
- 2016 美味下半場（新加坡電視劇）
- 2015 大地遺孤
- 2013 哥妹俩之惊历48
- 2013 释迦牟尼佛传
- 2013 曙光
- 2013 浴女图
- 2013 潜入蓝中蓝
- 2013 团圆
- 2013 Malaysia James Boon
- 2013 沙煲肉骨茶
- 2012 金童玉女
- 2012 寂寞同盟
- 2012 香火
- 2011 夏日乐悠悠
- 2011 断掌的女人
- 2009 快乐一家
- 2008 情牵南苑
- 2008 我主风云
- 2008 林明别恋
- 2007 双城变奏
- 2006 缠身
- 2005 茶舞
- 2001 非常好警
- 2001 纵横天下
- 2000 美丽传说
- 2000 影城大亨
- 2000 世纪之战
- 1999 我和殭屍有個約會II

## 电影
- 2024 捕狼
- 2024 那些年，我们一起疯狂的事
- 2022 Juang
- 2021 Zombitopia （客串）
- 2020 作战啦！茶室总动员
- 2018 Paskal （客串）
- 2018 一家亲亲过好年
- 2017 海墘新路
- 2017 9.13回家
- 2016 大手牵小手
- 2016 辣警霸王花 （客串）
- 2015 吉祥酒店
- 2015 宅男女神殺人狂
- 2014 小电影
- 2014 The Second Life of Thieves 偷·情
- 2013 Spicy Killers (Claypot Curry Killers) 恨之入味
- 2013 宅男.女神.杀人狂
- 2013 后备空姐
- 2013 哥妹俩之惊历48
- 2013 Buddha the teacher 释迦牟尼佛传
- 2012 The Golden Couple 金童玉女
- 2011 Love You You 夏日乐悠悠
- 2006 The Possessed 缠身
- 2005 The Last Dance 茶舞